# Sutton Mallet
Sutton Mallet är en by i civil parish Stawell, i enhetskommunen Somerset, i grevskapet Somerset, i England. Byn är belägen 7 km från Bridgwater. Sutton Mallet var en civil parish 1866–1933 när blev den en del av Stawell. Civil parish hade 103 invånare år 1931. Byn nämndes i Domedagsboken (Domesday Book) år 1086, och kallades då Sutone/Sutona.